# Serra da Cangalha
Serra da Cangalha este un crater de impact meteoritic în Tocantins, Brazilia.

## Date generale
Acesta are un diametru de 12 km și are vârsta estimată la 220 milioane de ani (Triasic). Dovezi ale originii de impact includ conuri distruse, brecii de impact și cuarț șocat.
Identificarea structurii ca un crater de impact a fost publicată pentru prima oară în 1973 de către R.S. Dietz și B.M. French. Conuri distruse au fost raportate de către Beatty în 1980. Brecii de impact, topituri de impact și cuarț șocat au fost raportate de către McHone în teza sa din 1986. Un studiu magnetic al structurii a fost publicat de către A.A. Adepelumi și alții în 2005.